# Laughing Hyenas
Laughing Hyenas est un groupe de rock américain, originaire d'Ann Arbor, dans le Michigan. Il est formé par John Brannon, ex-vocaliste de Negative Approach, Larissa Strickland, Kevin Strickland à la guitare basse et Jim Kimball à la batterie. Le groupe, jouant un type de punk blues au son puissant et intense, est dissous en 1995.

## Biographie

### Débuts (1985–1990)
Peu de temps après la dissolution du groupe de punk hardcore Negative Approach, John Brannon rencontre Larissa Strickland, ex-guitariste de L-Seven (aucun lien avec le groupe L7 de Los Angeles), qui au moment de leur rencontre ne jouait de la guitare que depuis six mois. Tout de suite, le couple recrute un bassiste et un batteur et écument la scène locale, enregistrant une démo sur cassette l'année suivant la fondation du groupe, intitulée Stain.
La démo attire rapidement l'attention des maisons de disques indépendantes, et c'est sur le label Touch and Go Records de Chicago que le quatuor publie son premier album studio, Merry Go Round, en 1987. Ce disque, produit par Butch Vig, offre au monde musical une occasion de revisiter la tradition rock du Midwest avec, en particulier, une section rythmique articulée rappelant le free jazz.
Brannon est un prédicateur fou, hurlant ce qu'il a vu en jetant un œil derrière les portes de l'enfer. Fort de cette parution et d'une tournée réussie mais éprouvante, le quatuor reprend le chemin du studio et publie, en 1989, son œuvre la plus accomplie, You Can't Pray a Lie où les « tornaballades » étourdissent l'auditeur dans une frénésie tribale digne de Birthday Party et des vocalises rappelant parfois la tradition des Shouters du Deep South. La rage et la colère de Brannon sont appuyées par la guitare de Strickland, un blues des plus viscéral et extrême depuis la fin des années 1960. Après une tournée avec Sonic Youth, le groupe réussit à pondre un autre opus Life of Crime. Le son de cet album est plus raffiné et les paradigmes sont plus proches de Neil Young et Bruce Springsteen mais la rage et l'effet n'en sont pas amoindris, encore une fois assurés par une section rythmique jouant habilement avec les contrepointes violents et originaux de la guitariste.

### Période intermédiaire (1991–1992)
En 1991, Jim Kimball et Kevin Strickland quittent le groupe pour fonder le trio Mule avec P.W. Long. John et Larissa engagent Kevin Reis et Todd A. Swalla, ex-batteur de Necros, un des premiers groupes de hardcore américains de la région de Détroit. Le groupe réussit à regrouper quatre pièces pour un EP, Crawl qui parait en 1992. Le son du groupe et la facture des compositions, tout en restant branchée sur la rage primordiale et des riffs, deviennent un peu plus normaux. Kevin Reis ne peut supporter le rythme de tournée et le groupe est obligé de prendre une pause pour le remplacer.

### Période finale (1993–1995)
Ron Sakowski (aussi ex-Necros comme Swalla) vient remplacer Reis à la basse, et après de nombreuses et éprouvantes tournées au sein du groupe pour bien intégrer le nouveau membre au son du groupe. Le résultat de cette intégration est l'album Hard Times, sorti au début de 1995 et censé refléter l'existence pénible du groupe. Cet album ressemble plus aux Rolling Stones qu'aux Stooges du début des années 1970, avec un appui beaucoup plus prononcé sur le blues que les précédents albums. Les hurlements sont encore là, sur Just Can't Win ou Hard Time Blues mais la majorité des sept pièces tirent plus sur le boogie de John Lee Hooker que sur la violence gratuite d'Iggy Pop ou du MC 5. La maturation technique du groupe reste magistrale mais le groupe se sépare la même année, victime des abus de drogue du couple Strickland/Brannon.
Brannon ira former quatre ans plus tard Easy Action avec Sakowski. Larissa Strickland meurt le 8 octobre 2006, à 46 ans, d'une surdose médicamenteuse à North Port, en Floride.

## Anciens membres
- John Brannon – chant (1985–1995)
- Larissa Strickland (Larissa Stolarchuk) – guitare (1985–1995)
- Jim Kimball – batterie (1985–1990)
- Kevin Strickland (Kevin Munro) – basse (1985–1990)
- Todd Swalla – batterie (1990–1995)
- Kevin Ries –  basse (1990–1994)
- Ron Sakowski – basse (1994–1995)

## Discographie
- 1986 : Stain (indépendant)
- 1987 : Come Down to the Merry Go Round (EP, Touch and Go, réédité en 1995)
- 1989 : You Can't Pray a Lie (Touch and Go)
- 1990 : Life of Crime (Touch and Go)
- 1992 : Crawl (EP, Touch and Go)
- 1995 : Hard Times (Touch and Go)